# Джордж Хамилтън
Джордж Стивънс Хамилтън (на английски: George Stevens Hamilton) е американски филмов и телевизионен актьор и режисьор.
Неговите пo-забележителни филми включват „Домът от хълма“ (1960), „Обладан от любов“ (1961), „Светлината на площада“ (1962) „Веднъж не стига“ (1975), „Доктор Холивуд“ (1991), „Конгресмен“ (2016) и други.
За дебюта си в „Престъпление и наказание САЩ“ (1959) Хамилтън печели награда „Златен глобус“ и е номиниран за награда на БАФТА. Има още номинация за награда на БАФТА и 2 допълнителни номинации за „Златен глобус“.
Хамилтън започва своята филмова кариера през 1952 г. и макар че има значителна постижения в областта на киното и телевизията, той е може би най-известен със своя свеж стил и перфектен и постоянен слънчев загар. Роден е в Мемфис, Тенеси, но живее в Палм Бийч, Флорида. През 2016 и 2018 г. се появява в реклами на KFC.